# Schwadronen Des Todes/High-Tech Degradation
Schwadronen Des Todes/High-Tech Degradation è un 7" split fra i gruppi Audio Kollaps e Wolfbrigade.

## Tracce
1. Audio Kollaps – Schwadronen Des Todes
2. Audio Kollaps – Wahnsinn
3. Audio Kollaps – 5 Vor 12
4. Wolfbrigade – High Tech Degradation
5. Wolfbrigade – Equality?
6. Wolfbrigade – Misery